# Neodiplopeltula indica
Neodiplopeltula indica (syn. Diplopeltis indicus) is een rondwormensoort uit de familie van de Diplopeltidae. De wetenschappelijke naam van de soort is voor het eerst geldig gepubliceerd in 1962 door Gerlach.